# Sex: The Annabel Chong Story
Sex: The Annabel Chong Story s una pel·lícula documental estatunidenca de 1999 dirigida, filmada i produïda pel productor canadenc Gough Lewis, editada per la cocreadora Kelly Morris i produïda per Peter Carr.
La pel·lícula perfila l'actriur de cinema pornogràfic Grace Quek, també coneguda com a Annabel Chong, aleshores estudiant d'estudis de gènere a la Universitat del Sud de Califòrnia, famosa per establir un rècord de gang bang el gener de 1995. Un vídeo de l'esdeveniment es va publicar sota el títol The World's Biggest Gang Bang.
Després de l'estrena, Quek va criticar Lewis per haver malinterpretat múltiples esdeveniments i retratar els esdeveniments d'una manera "enganyosa", com afirmar haver "tornat" a la indústria després d'anar a Singapur o el fet que el productor Lewis s'autolesionés fora de la càmera.

## Argument
El documental explora les experiències de Quek, presentant la seva vida com a estudiant a Los Angeles, Califòrnia i Londres; el seu Singapur natal; i a la indústria del sexe. Se centra en les seves raons per treballar en el porno i la seva relació amb amics i familiars.
El documental revela que Quek va ser violada en grup quan era estudiant que vivia a Londres i descriu els seus molts problemes emocionals complexos, inclosos signes de depressió, autolesió abús de substàncies. La pel·lícula també inclou imatges d'una dolorosa conversa a Singapur entre Annabel i la seva mare, que fins aleshores no sabia sobre la carrera porno de la seva filla.

## Resposta
El documental es va convertir en un èxit quan es va estrenar al Festival de Cinema de Sundance, nominat al Gran Premi del Jurat.
La distribució nord-americana es va aturar o es va minimitzar com a resultat d'un cas judicial al Tribunal Superior del Canadà, tal com va ser instigat per David Whitten, un distribuïdor de sèrie B.
A The Guardian, Jonathan Romney (2000) va escriure: "La negativa de Quek a adherir-se com a tema depèn del fet que aparentment no hi ha ningú mirant-la: el director Lewis està curiosament absent, com un personatge o com una intel·ligència que modela invisible, però aparentment era un personatge de la seva història: en entrevistes, Quek l'ha denunciat per no revelar que va ser el seu amant durant un any durant la realització de Sex, una cosa que la pel·lícula. ni tan sols implica. Aquesta omissió contribueix a que la pel·lícula sigui incompleta, si no és realment deshonesta.""